# Wypadek kolejowy w Amritsarze
Wypadek kolejowy w Amritsarze – wypadek kolejowy, do którego doszło 19 października 2018 wieczorem w miejscowości Joda-Phatak na przedmieściach Amritsaru w indyjskim stanie Pendżab, podczas obchodów hinduskiego święta Dasara (jednego z najważniejszych świąt w hinduizmie). W wypadku zginęło co najmniej 61 osób, a ponad 200 odniosło obrażenia.

## Wypadek
Według policjantów uczestnicy uroczystości oglądali spalenie kukły demona Rawany w pobliżu torów, gdy podmiejski pociąg uderzył w zgromadzony tłum. Ludzie prawdopodobnie nie usłyszeli nadjeżdżającego składu, ponieważ zagłuszyły go fajerwerki. Według relacji świadków inny pociąg znajdujący się na trasie Amritsar-Howrah wcześniej wyprzedził lokalizację. W wypadku zginęło co najmniej 61 osób, a ponad 200 osób odniosło obrażenia. Gościem na uroczystościach był polityk Kongresu Navjot Kaur Sidhu. 20 października w Pendżabie został ogłoszony dniem żałoby narodowej.